# Yōko Kasahara
Yōko Kasahara (jap. 笠原 洋子 Kasahara Yōko; ur. 4 sierpnia 1945) – japońska siatkarka. Srebrna medalistka igrzysk olimpijskich w Meksyku.